# Nés pour briller
Albums de L2B
Plus comme avant
(2023)
Singles
1. Movie
Sortie : 23 octobre 2024
2. Check
Sortie : 18 décembre 2024
3. Pélican
Sortie : 14 février 2025
4. Tout pour l'équipe
Sortie : 10 avril 2025
5. C'est quoi ton délire (D2, KeBlack & Genezio)
Sortie : 18 avril 2025
6. Jump (IDS & La Mano 1.9)
Sortie : 28 mai 2025
7. Empire (feat. Gazo)
Sortie : 13 juin 2025
8. David Douillet (IDS & SDM)
Sortie : 13 juin 2025

Nés pour briller est le deuxième album studio du groupe L2B. L'album se décline en trois Books pour chaque membre de la L2B. La première partie, Book I : KLN est sortie le 21 février 2025, la deuxième, Book II : D2, le 18 avril 2025 et la troisième, Book III : IDS, le 13 juin 2025.

## Liste des pistes
| Book I (KLN) | Book I (KLN)           | Book I (KLN)         | Book I (KLN) | Book I (KLN) | Book I (KLN) | Book I (KLN) | Book I (KLN) | Book I (KLN) | Book I (KLN) |
| No           | Titre                  | Producteur(s)        | Durée        |              |              |              |              |              |              |
| ------------ | ---------------------- | -------------------- | ------------ | ------------ | ------------ | ------------ | ------------ | ------------ | ------------ |
| 1.           | Intro                  | Dany Synthé          | 2:39         |              |              |              |              |              |              |
| 2.           | Daily Paper            | Gabban, Silly raiito | 2:19         |              |              |              |              |              |              |
| 3.           | Check                  | Dany Synthé          | 2:42         |              |              |              |              |              |              |
| 4.           | Pélican                | Puch'K               | 2:45         |              |              |              |              |              |              |
| 5.           | No Chance              | SHK, CuBeatz         | 2:42         |              |              |              |              |              |              |
| 6.           | SOS                    | Skyjee               | 2:16         |              |              |              |              |              |              |
| 7.           | Overbooking (Solo KLN) | Gaby                 | 2:42         |              |              |              |              |              |              |
| 8.           | Tendance (KLN & Niska) | Gaby, Zafy, Bloody   | 3:01         |              |              |              |              |              |              |
| 9.           | Palerme                | Sokol, Eliyel        | 2:37         |              |              |              |              |              |              |
| 10.          | Point G                | Dany Synthé          | 3:03         |              |              |              |              |              |              |
| 11.          | Essentiel              | Dany Synthé          | 3:37         |              |              |              |              |              |              |
| 12.          | Real Bad Man           | Gaby                 | 2:50         |              |              |              |              |              |              |
| 13.          | Movie                  | Puch'K               | 2:23         |              |              |              |              |              |              |
| 35:36        |                        |                      |              |              |              |              |              |              |              |

| Book II (D2) | Book II (D2)                                  | Book II (D2)        | Book II (D2) | Book II (D2) | Book II (D2) | Book II (D2) | Book II (D2) | Book II (D2) | Book II (D2) |
| No           | Titre                                         | Producteur(s)       | Durée        |              |              |              |              |              |              |
| ------------ | --------------------------------------------- | ------------------- | ------------ | ------------ | ------------ | ------------ | ------------ | ------------ | ------------ |
| 1.           | Tout pour l'équipe                            | Puch'K              | 3:01         |              |              |              |              |              |              |
| 2.           | C'est quoi ton délire (D2, KeBlack & Genezio) | Dany Synthé, Puch'K | 2:54         |              |              |              |              |              |              |
| 3.           | Tu m'en veux                                  | Dany Synthé         | 3:02         |              |              |              |              |              |              |
| 4.           | Billionnaire                                  | Dany Synthé         | 2:18         |              |              |              |              |              |              |
| 5.           | Sur moi (Solo D2)                             | Hard Level          | 2:35         |              |              |              |              |              |              |
| 6.           | Men in Black                                  | Dany Synthé, Kouny  | 3:30         |              |              |              |              |              |              |
| 7.           | C'est carré                                   | Puch'K              | 3:03         |              |              |              |              |              |              |
| 8.           | Méchant                                       | Dany Synthé         | 3:07         |              |              |              |              |              |              |
| 9.           | Tout recommencer                              | Dany Synthé, Puch'K | 2:51         |              |              |              |              |              |              |
| 26:21        |                                               |                     |              |              |              |              |              |              |              |

| Book III (IDS) | Book III (IDS)             | Book III (IDS)                                            | Book III (IDS) | Book III (IDS) | Book III (IDS) | Book III (IDS) | Book III (IDS) | Book III (IDS) | Book III (IDS) |
| No             | Titre                      | Producteur(s)                                             | Durée          |                |                |                |                |                |                |
| -------------- | -------------------------- | --------------------------------------------------------- | -------------- | -------------- | -------------- | -------------- | -------------- | -------------- | -------------- |
| 1.             | Book III                   | Tysko                                                     | 2:30           |                |                |                |                |                |                |
| 2.             | Jump (IDS & La Mano 1.9)   | 256minaj                                                  | 2:45           |                |                |                |                |                |                |
| 3.             | Benzo                      | Shiruken Music                                            | 2:48           |                |                |                |                |                |                |
| 4.             | Only                       | Shiruken Music                                            | 2:26           |                |                |                |                |                |                |
| 5.             | David Douillet (IDS & SDM) | Dany Synthé, Puch'K                                       | 2:49           |                |                |                |                |                |                |
| 6.             | Empire (feat. Gazo)        | Shiruken Music                                            | 2:52           |                |                |                |                |                |                |
| 7.             | Cama / Sosa (Solo IDS)     | Lamelo, Noxious                                           | 3:51           |                |                |                |                |                |                |
| 8.             | Obstacle                   | Dany Synthé                                               | 3:01           |                |                |                |                |                |                |
| 9.             | Bla Bla                    | Skyjee                                                    | 3:14           |                |                |                |                |                |                |
| 10.            | Gov                        | Ammar, Kosfinger, KeepzProd, erenbeats, YJay Beats, Yoshi | 2:46           |                |                |                |                |                |                |
| 11.            | Commentaires               | Isko                                                      | 2:45           |                |                |                |                |                |                |
| 31:47          |                            |                                                           |                |                |                |                |                |                |                |

## Clips vidéo
- Movie : 23 octobre 2024
- Check : 18 décembre 2024[1]
- Pélican : 14 février 2025[2]
- Tendance (KLN & Niska) : 24 février 2025[3]
- C'est quoi ton délire (D2, KeBlack & Genezio) : 23 avril 2025[4]
- Tout pour l'équipe : 30 avril 2025[5]
- Jump (IDS & La Mano 1.9) : 28 mai 2025
- David Douillet (IDS & SDM) : 24 juin 2025

## Titres certifiés en France
- Movie  Or[6]
- Pélican  Diamant[7]
- Tout pour l'équipe  Or[8]
- Overbooking (Solo KLN)  Or[9]

## Certifications et classements

### Classements
| Classement (2025)            | Meilleure position |
| ---------------------------- | ------------------ |
| Belgique (Wallonie Ultratop) | 13                 |
| France (SNEP)                | 2                  |
| Suisse (Schweizer Hitparade) | 26                 |

### Certifications et ventes
| Région        | Certification | Ventes/Streams |
| ------------- | ------------- | -------------- |
| France (SNEP) | Platine       | 100 000        |